# 일렉트로팝
일렉트로팝(영어: Electropop)은 1978년부터 1981년에 걸쳐 유행한 일렉트로닉 음악의 한 형식이다. 일렉트로팝은 신스팝이 개척한 대량 시장을 기반으로 태어났다. 많은 밴드는 1990년대와 2000년대에도 일렉트로 팝의 전통을 계속했다.
일렉트로팝은 차갑게 로봇으로 전자음을 강조하는 것이 특징이며, 이에 따라 신스팝과 구별된다. 그것은 당시의 초기 아날로그 신디사이저의 제약에 기인한 바가 크다.
대부분의 일렉트로 팝은 간단하고 기억하기 쉬운 후크와 댄스 비트에 팝 음악이다. 그러나 그 댄스비트는 일렉트로팝이 영감을 준 일렉트로닉 댄스 뮤직과는 다르다.

## 같이 보기
- 일렉트로닉 댄스 뮤직
- 베이퍼웨이브
- 오토튠